# Ел Банді
Альфонс «Ел» Банді, Алан Банді (англ. Alan Bundy, Alphonse "Al" Bundy) — головний персонаж американського серіалу «Одружені … та з дітьми». Роль Ела грає Ед О'Нілл. Проживає у Чикаго.
У молодості, Ел грав за університетську команду з американського футболу, де був одним з найкращих; і навіть попри те, що не був заможнім, заслуговував на постійну увагу дівчат з коледжу. Щоправда, його кар'єра закінчилася у 22 роки: він зламав ногу і одружився з Маргарет (Пеггі), яка була вагітна від нього. Через півроку народилася Келлі, яка виросла хоч і красунею, проте неймовірно тупою. Ще через рік народився син, якого Ел назвав на честь бренду пива «Будвайзер» у 1990 році — Бадом (скорочення від Будвайзер).
Ел влаштувався на роботу продавцем взуття, яким залишається вже 25 років. Саме через це над ним постійно сміються як сусіди Роадси, так і багато інших жителів міста. Також він має інші вади: часта схильність до самогубства, він зовсім не слідкує за собою — миється раз на місяць, рідко чистить зуби, майже ніколи не пере свій одяг та завжди ходить брудний і неохайний у бежевих штанях і синій сорочці. Має неймовірно стару сорокарічну машину «Dodge Dart Demon» 1971 року випуску, яка хоч і ледве їздить, проте він піклується про неї і пишається машиною.
У довершення усього, він ненавидить більшість людей світу, французів та феміністок а також нестерпну роботу продавця взуття та зарплатню у 220 доларів. Також ненавидить дружину та дітей, хоч насправді таємно закоханий у них.
Любить порножурнали, свою машину, походеньки у стрип-бар і грати у боулінг з друзями.
Протягом серіалу точно невідомо, скільки Елові років, і цифра коливається від 46 до 52. Навіть попри те, що вже далеко немолодий , Банді дуже сильний і часто влаштовує бійки у барах, конфліктує з недоброзичливцями, б'є хлопців Келлі, і часто б'є односельців зі свого будинку. Навіть попри його силу і дії, більшість людей Чикаго просто регочуть із нього.

## Помічники Ела у взуттєвому магазині
- Люк Вентура — 4 появи. З'являвся у кількох серіях першого сезону, після чого таємничо зникає з серіалу. Також його обличчя з'являється у дев'ятому сезоні на обкладинці журналу «Взуттєві новини». Люк — бабій і Пеггі його ненавидить. Його роль виконує Рітч Шайднер.
- Джим Боуер — 0 появ. Був згаданий Елом у четвертому сезоні, але ніколи не був показаний.
- Аарон Мітчелл — 5 появ. Помічник Ела у восьмому сезоні. Як і Ел, він грає за команду з футболу школи Полк. Як і Люк Вентура, Аарон таємничо зникає з серіалу. Його роль виконує Хілл Харпер.
- Декстер — 1 поява. З'явився у одній серії восьмого сезону, але звільнився після того, як на нього впала товста кієнтка. Його роль виконує Чі МакБрайд.
- Гріфф — 44 появи. Постійний помічник Ела, учасник спільноти «NO MA'AM». Його роль виконує Гарольд Сільвестр.

## Цікаві факти
- Повне ім'я Ела не називалося, хоч за логікою речей мало звучати як Алан, проте творці серіалу Рон Левітт та Майкл Г. Мойє стверджують, що його повне ім'я — Альфонс.
- Його по батькові — Геркулес.
- Його улюблена фраза «Давайте запалимо!» (англ. Let's rock!). Він це каже зазвичай перед бійками.
- Коли йому загрожує небезпека, він кричить: «Пеггі!» (так само як Гомер Сімпсон: «Мааааардж!»)